# Helga
A Helga női név az óészaki heilagr (szent vagy megszentelt) szóból ered.

## Képzett és rokon nevek
- Elga:[1] a Helga német és svéd alakváltozatából származik.[4]

Héla, Hella és Olga.

## Gyakorisága
Az 1990-es években a Helga ritka, az Elga szórványos név volt, a 2000-es években nem szerepelnek a 100 leggyakoribb női név között.

## Névnapok
Helga, Elga:
- június 8.[3]
- július 11.[3]
- szeptember 11.[3]
- október 3.[3]

## Híres Helgák, Elgák
- Helga Cathrine Ancher dán festőművész.
- Helga Feddersen színésznő.
- Németh Helga kézilabdázó.
- Orosz Helga színésznő.
- Elga Sakse lett műfordító.

### Kitalált személyek
- Hugrabug Helga a Roxfort egyik alapítója.
- Pataki Helga, a Hé, Arnold! című amerikai rajzfilmsorozat egyik főszereplője